# اکس کورپ
اِکس کُرپ یا اِکس کورپ (به انگلیسی: X Corp.) یک شرکت فناور آمریکایی است که در سال ۲۰۲۳ میلادی توسط ایلان ماسک تأسیس شد. این شرکت زیرمجموعه اِکس هُلدینگز کُرپ (به انگلیسی: X Holdings Corp.) بوده که خود متعلق به ماسک است. اکس کرپ مالک شبکه اجتماعی اکس است.
اکس یک نرم‌افزار سوپر اپ به همین نام را می‌سازد که مشابه ویچت است.
در تاریخ ۱۲ مه ۲۰۲۳، ایلان ماسک اعلام کرد که لیندا یاکارینو به عنوان مدیر عامل شرکت اکس کورپ و توییتر جایگزین او خواهد شد.
ماسک به کارمندان توییتر سهام شرکت اکس را داده است.
پلتفرم CropX مجموعه داده‌های روی زمین را با داده‌های درون خاکی که توسط حسگرهایی اندازه‌گیری می‌شوند ترکیب می‌کند که این داده‌ها را به راه‌حل مبتنی بر AWS منتقل می‌کند. داده‌ها با داده‌های تصویربرداری، آب و هوا، توپوگرافی و خاک و همچنین مدل‌های محصول، مدل‌های هیدرولیک و ورودی‌های کاربر یکپارچه می‌شوند.

## اعتماد ایلان ماسک به نخبه ایرانی
ایلان ماسک، مالک ایکس (X)، در ادامه تغییرات مدیریتی این شرکت، محمودرضا بانکی را به‌عنوان مدیر مالی ارشد (CFO) منصوب کرده است. این انتصاب در شرایطی انجام می‌شود که ماسک تمرکز بیشتری بر نقش جدید خود به‌عنوان رئیس وزارت افزایش کارایی دولت آمریکا دارد.
ایکس طی ماه‌های اخیر با کاهش شدید ارزش خود مواجه شده است. از زمان خرید ۴۴ میلیارد دلاری ماسک، ارزش این پلتفرم تا ۸۰٪ سقوط کرده و اکنون به ۹.۴ میلیارد دلار رسیده است. در این شرایط، جذب یک مدیر مالی با تجربه، نشان‌دهنده تلاش ماسک برای بازگرداندن ایکس به مسیر سودآوری است.

### چه کسی کنترل مالی ایکس را به‌دست گرفته است؟
محمود رضا بانکی، مدیر مالی سابق Tubi، بیش از شش سال در این پلتفرم استریمینگ فعالیت داشت و در نوامبر سال گذشته به تیم مالی ایکس پیوست. با توجه به سابقه او در صنعت استریمینگ، انتظار می‌رود که ایکس روی توسعه محتوای ویدئویی و افزایش درآمدهای تبلیغاتی خود سرمایه‌گذاری بیشتری کند.
او، پس از مهاجرت از ایران، در سال ۲۰۱۹ به‌دلیل نقض تحریم‌های آمریکا دو سال زندانی شد اما در آخرین روزهای دولت ترامپ عفو گردید.